# Малая Шокша
 Малая Шокша  — деревня в составе Шокшинского сельского поселения Теньгушевского района Республики Мордовия.

## География
Находится на расстоянии примерно 16 километров по прямой на запад-северо-запад от районного центра села Теньгушево.

## История
Основана в начале XX века переселенцами из села Шокша. В 1931 году в деревне учтено было 38 дворов.

## Население
Постоянное население составляло 6 человек (мордва 100%) в 2002 году, 1 в 2010 году .